# Trematodon baileyi
Trematodon baileyi är en bladmossart som beskrevs av Brotherus 1891. Trematodon baileyi ingår i släktet tranmossor, och familjen Bruchiaceae. Inga underarter finns listade i Catalogue of Life.